# The sound from the Hallway
|  | Denne artikel er oprettet af botten Steenthbot ud fra en ekstern database. Den kan derfor have sproglige fejl eller mangler. Denne skabelon kan fjernes efter kontrol af indholdet. |

The sound from the Hallway er en dansk dokumentarfilm fra 2012 instrueret af Lasse Lau.

## Handling
Tiden finder sted i lange, svævende kamerabevægelser igennem det Egyptiske Museum i Cairo, hvor landets historie står til skue i vitriner og ad de lange gange. Mumier, sfinkser, og nysgerrige turister samlet i ét rum, hvor forestillingen om en samlet Historie udfordres af konkurrerende "historier", når kameraet nærmer sig et af de åbne vinduer og lyden fra gaden når ind som en insisterende rumlen af mange stemmer. Alain Resnais og Aleksandr Sokurov har stået åndeligt fadder til Lasse Laus ordløse refleksion over en politisk aktuel virkelighed, der bliver ved at forandre sig.